# خماری زیاد
خماری زیاد (انگلیسی: The Big Hangover) یک فیلم به کارگردانی نورمن کراسنا است که در سال ۱۹۵۰ منتشر شد.

## بازیگران
- ون جانسون
- الیزابت تیلور
- فی هولدن
- لیون امس
- ادگار بیوکانان
- سلنا رویل
- جین لوکارت
- فیلیپ آهن
- لستر دُر